# 基雷埃縣
2°15′S 30°44′E / 2.250°S 30.733°E

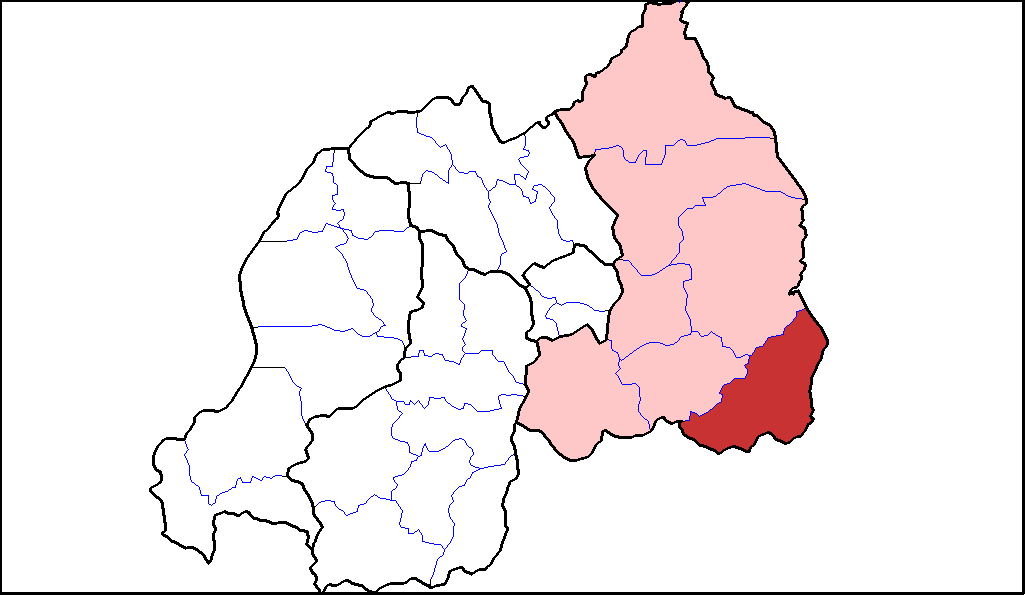

基雷埃縣（Kirehe District），是盧旺達的縣份，位於該國東部，由東部省負責管轄，首府設於基雷埃，面積1,192平方公里，2012年人口340,638，人口密度每平方公里290人。